# UTC−08:00

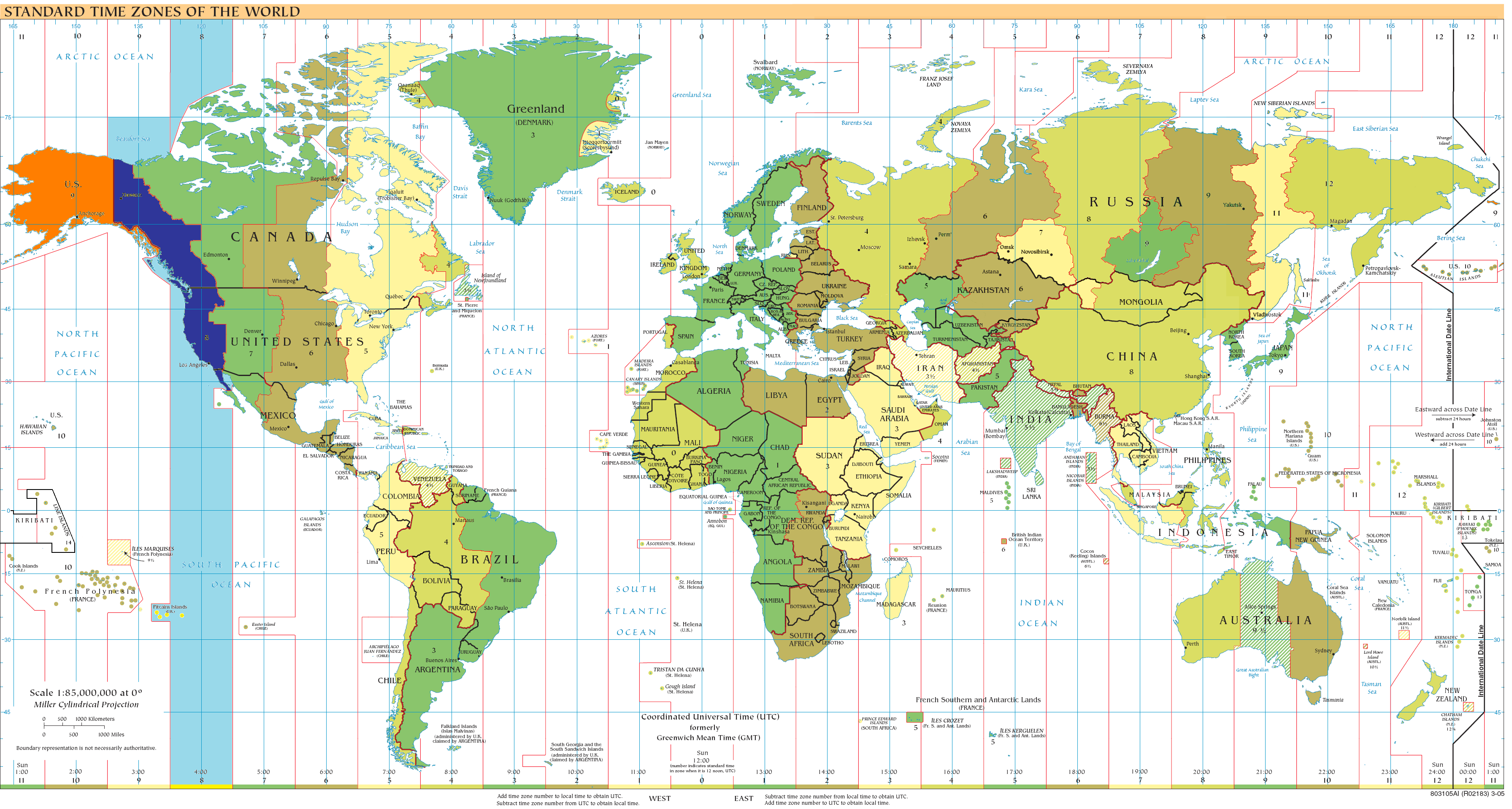
UTC–8-ba tartozó területek:

Az UTC–08:00 egy időeltolódás, amely nyolc órával van hátrább az egyezményes koordinált világidőnél (UTC).

## Alap időzónaként használó területek (az északi félteke telein)

### Észak-Amerika
- Kanada
  - Brit Columbia (kivéve a Northern Rockies Regionális Község, Peace River Regionális Körzet; valamint Cranbrook, Golden, Invermere és Kimberley egyes délkeleti területei)

- Egyesült Államok
  -  Kalifornia 
  -  Idaho 
    - a Salmon folyótól északra

  -  Nevada  (West Wendover település kivételével)
  -  Oregon  (Malheur megye nagy részének kivételével)
  -  Washington

- Mexikó
  - Alsó-Kalifornia

## Alap időzónaként használó területek (egész évben)

### Óceánia
- Franciaország
  - Clipperton-sziget (Franciaország külbirtoka)

- Egyesült Királyság
  -  Pitcairn-szigetek (az Egyesült Királyság tengerentúli területe)

## Nyári időszámításként használó területek (az északi félteke nyarain)

### Észak-Amerika
- Egyesült Államok
  -  Alaszka  (az Aleut-szigetek ny. h. 169° 30'-tól nyugatra eső területeinek kivételével)

## Időzónák ebben az időeltolódásban
| Időzóna neve angolul   | Időzóna neve magyarul                | Időzóna rövidítése |
| ---------------------- | ------------------------------------ | ------------------ |
| Alaska Daylight Time   | Alaszkai nyári idő                   | AKDT               |
| Pacific Standard Time  | Csendes-óceáni (téli) idő            | PST                |
| Pitcairn Standard Time | Pitcairni idő Pitcairn-szigeteki idő | PST                |
| Uniform Time Zone[a]   | -                                    | U                  |

## Nagyobb városok ebben az időeltolódásban
- Los Angeles, Kalifornia, Amerikai Egyesült Államok
- Vancouver, Brit Columbia, Kanada

## Megjegyzés
↑ a:  Katonai időzóna.

## Fordítás
Ez a szócikk részben vagy egészben  az   UTC−08:00 című angol Wikipédia-szócikk ezen változatának fordításán alapul.  Az eredeti cikk szerkesztőit annak laptörténete sorolja fel. Ez a jelzés csupán a megfogalmazás eredetét és a szerzői jogokat jelzi, nem szolgál a cikkben szereplő információk forrásmegjelöléseként.